# La Ferté-Alais
La Ferté-Alais è un comune francese di 4 045 abitanti situato nel dipartimento dell'Essonne nella regione dell'Île-de-France.

## Società

### Evoluzione demografica
Abitanti censiti